# 迪尔瑙
迪尔瑙是德国巴登-符腾堡州的一个市镇。总面积5.37平方公里，总人口2081人，其中男性1034人，女性1047人（2011年12月31日），人口密度388人/平方公里。